# Оранский, Иосиф Михайлович
Ио́сиф Миха́йлович Ора́нский (3 мая 1923, Петроград — 16 мая 1977, Ленинград) — советский лингвист-иранист, автор обобщающих трудов по иранскому языкознанию, истории исследования иранских языков. Ветеран Великой Отечественной войны, доктор филологических наук (1967).

## Биография
Родился в семье фармацевта Михаила Львовича Оранского (1888—1949) и преподавательницы немецкого языка Берты Иосифовны Оранской (1894—1963). У него был младший брат Леон (Леонид, род. 1927). Семья жила на Пушкинской улице, дом № 15, кв. 11. В 1940 году поступил на филологический факультет ЛГУ, после первого курса работал на сооружении оборонительных укреплений под Ленинградом, а в сентябре 1941 года добровольцем ушёл на фронт. В составе сапёрного батальона сражался на Ленинградском и Волховском фронтах, а после контузии служил телефонистом полевого эвакопункта. В 1943—1944 годах командовал железнодорожной военно-санитарной летучкой, перевозил раненых с линии фронта в тыл.
После демобилизации в мае 1945 года вернулся в университет на вновь образованный восточный факультет, который окончил в 1948 году со специализацией по иранской филологии. Поступил в аспирантуру ЛГУ, преподавал там же персидский язык. 29 октября 1951 года защитил кандидатскую диссертацию «Грамматические категории вида и краткости в глагольной системе современного афганского языка (пашто)».
С 1951 года работал в Таджикском государственном университете, с 1955 года — в Сталинабадском педагогическом институте. В 1959 году вернулся в Ленинград, стал научным сотрудником ЛОИВ АН СССР; с 1962 года старший научный сотрудник. 7 октября 1967 года защитил докторскую диссертацию «Индоиранские диалекты Гиссарской долины».

## Научная деятельность
В 1954 году открыл и впоследствии дал научное описание бытующего в Гиссарской долине и ранее не известного научному сообществу индоарийского языка парья. По воспоминаниям учеников, это произошло при следующих обстоятельствах: работая со студентами на уборке хлопка, учёный услышал, что одного смуглого мальчика называют «афганцем». Оранскому пришлось затратить немало времени и сил, чтобы преодолеть кастовую замкнутость и отчуждённость местных жителей, войти в доверие к семье мальчика и собрать лингвистические материалы, познакомившись с другими носителями языка. Само название «парья» было установлено не сразу, но Оранский довольно быстро сумел определить, что обнаружил новый язык. Кроме того, были получены косвенные сведения ещё о нескольких ранее не описанных языках жителей Гиссарской долины.
В ходе многолетних полевых исследований в Таджикистане и Узбекистане Оранский собрал и ввёл в научный оборот новые материалы тайных языков различных групп среднеазиатских цыган.
Обобщающая работа учёного «Введение в иранскую филологию» (М., 1960; 2-е изд. 1988) подвела итог деятельности петербургской-ленинградской иранистической школы, основанной К. Г. Залеманом и А .А. Фрейманом. В 1963 году была опубликована монография «Иранские языки», переведённая на итальянский язык и изданная в Неаполе (1973).
Оранский выдвинул оригинальную концепцию происхождения древнеперсидской клинописи (1966). Более двадцати публикаций посвятил различным вопросам иранской этимологии, обосновал иранское происхождение ряда слов в финно-угорских, семитских, тюркских и славянских языках, а также открыл некоторые лексемы индоиранского происхождения в таджикском. Автор серии обзорных статей о развитии иранистики в СССР.
Похоронен на Преображенском еврейском кладбище в Санкт-Петербурге.

## Основные работы
Монографии
- Введение в иранскую филологию. М.: ИВЛ., 1960
  - Введение в иранскую филологию / Сост. И. М. Стеблин-Каменский. Отв. ред. А. Л. Грюнберг. — 2-е изд., доп. — М.: Наука, ГРВЛ, 1988.
- Индийский диалект группы парья (Гиссарская долина). Материалы и исследования. Вып. I. Тексты (фольклор). — М.: Наука, 1963.
- Иранские языки. — М.: Издательство восточной литературы, 1963.
  - Le Lingue Iraniche. Editione Italiana a cura di A. V. Rossi, Napoli: Istituto universitario Orientale, 1973.
  - Les Langues iraniennes. Traduit par Loyce Blau. Préface de Gilbert Lazard. P.: C. lincksieck, 1977.
  - Zabānhā-ye Irāni / Transl. by A. A. Sādeghi, Tehran: Enteshārāt-e Sokhan, 1378š/1999;
- Азиатский музей — Ленинградское отделение Института востоковедения АН СССР / Редакционная коллегия: А. П. Базиянц, Д. Е. Бертельс (отв. секретарь), Б. Г. Гафуров, А. Н. Кононов (председатель), Е. И. Кычанов, И. М. Оранский, Ю. А. Петросян, Э. Н. Тёмкин, О. Л. Фишман, А. Б. Халидов, И. Ш. Шифман. М.: Наука, 1972;
- Die neuiranischen Sprachen der Sovjetunion. The Hague-Paris: Mouton, 1975;
- Фольклор и язык гиссарских парья (Средняя Азия). Введение, тексты, словарь. — М.: Наука, Главная редакция восточной литературы, 1977.
- Иранские языки в историческом освещении / Отв. ред. И. М. Стеблин-Каменский. М.: Наука, ГРВЛ, 1979;
- Таджикоязычные этнографические группы Гиссарской долины (Средняя Азия). Этнолингвистическое исследование.. — М.: Наука, ГРВЛ, 1983.

Статьи
- On an Indian dialect discovered in Central Asia // Труды XXV международного конгресса востоковедов. М.: 9-16 августа 1960 г. Том IV: заседания секций XIV—XV. М.: ИВЛ, 1963. Сс. 30—37;
- Несколько замечаний к вопросу о времени введения древнеперсидской клинописи. Памяти В. В. Струве // Вестник древней истории. 1966, № 2. С. 107—116;
- О терминах vilayat, vilayati в Средней Азии и сопредельных странах // Письменные памятники Востока. Историко-филологические исследования. Ежегодник 1973. М.: Наука, ГРВЛ, 1979. C. 151—155.